# Auchtertyre
Auchtertyre  (Schots-Gaelisch: Uachdar Thire, "Boven land") is een dorp in Ross and Cromarty in de Schotse Hooglanden. Het dorp, niet ver van de noordelijke oever van Loch Alsh, ligt in de buurt van Kyle of Lochalsh.